# Snajper (gra komputerowa)
Snajper lub Sniper: Path of Vengeance – polska komputerowa gra akcji wyprodukowana przez Mirage Media i wydana w 2002 roku przez Xicat Interactive.

## Fabuła
Gracz wciela się w postać Dominika Trulione, gangstera i tytułowego snajpera. Dominik po kolejnym udanym zabójstwie uciekając z miejsca zdarzenia, przejeżdża na czerwonym świetle, wszczynając tym samy za sobą pościg policji. Napotykając na przeszkodę, potrąca ze skutkiem śmiertelnym policjanta. Po tym wydarzeniu trafia do więzienia, w którym lekarze wstrzykują mu dożylnie tajemniczą substancję. Niedługo później w więzieniu wybucha bunt, którego nieświadomym prowodyrem jest Dominik. Będąc już na wolności, spotyka się ze swoim znajomym Jackiem, od którego dowiaduje się, że w więzieniu wstrzyknięto mu truciznę, po której może umrzeć w ciągu kilku dni. Bohater gry rozpoczyna wyścig z czasem, aby znaleźć winowajców i odtrutkę.

## Rozgrywka
Snajper jest dynamiczną grą akcji z perspektywy pierwszej osoby (FPS) z elementami gier przygodowych i fabularnych (RPG). W grze znajduje się wiele elementów m.in. interakcja z bohaterami gry oraz rozwój umiejętności postaci gracza. Gracz może także znajdować i zabierać różne przedmioty, m.in. napoje, apteczki itp., w celu podwyższenia liczby HP lub uodpornienia na obrażenia.
Gra składa się z 25 poziomów. Gracz ma do dyspozycji kilka broni:
- Pałka policyjna – używana przez niektórych policjantów, głównie strażników więziennych. Zadaje duże obrażenia.
- Pistolet Glock 22C – przepisowa broń policji. Nie dysponuje mocnymi pociskami, zatem przydatna jest jedynie w walce ze słabszymi przeciwnikami.
- Rewolwer S&W 625 – ulubiona broń wielu gangsterów w grze. Ma niską szybkostrzelność, lecz ogromną siłę ognia.
- Strzelba Mossberg – strzelba „pompka”, która również jest bardzo mocna i skuteczna na małe oraz średnie dystanse. Wadą jest długi czas ładowania broni i niska szybkostrzelność, spowodowana koniecznością przeładowania broni po każdym strzale.
- Pistolet maszynowy Ingram M10 – pistolet maszynowy kal. 9 mm, posiadający dużą szybkostrzelność, ale dość niecelny. Zaletą jest magazynek o pojemności 50 nabojów (choć w rzeczywistości mieści ich 30) - zapewne jest to ułatwienie ze strony twórców gry, aby przy tak dużej szybkostrzelności gracz nie musiał zbyt często zmieniać magazynka.
- Pistolet maszynowy FN P90 (w grze sklasyfikowany jako karabinek szturmowy) – broń z załączonym tłumikiem dźwięku, laserowym wskaźnikiem celu i latarką. Jest niezwykle silna i niebezpieczna. Rzadko występuje w grze.
- Karabin SiG 551P – karabinek używany przez oddziały SWAT i niektórych gangsterów. Niezbyt mocny, ale skuteczny na małe odległości. Posiada również latarkę taktyczną.
- Karabin snajperski M14 – karabin posiadający lunetę oraz laserowy wskaźnik celu. Jeden strzał natychmiast zabija przeciwnika. Dioda laserowa umożliwia namierzenie innych snajperów, ale także zdradza wrogowi naszą obecność i pozycję.
- Karabin maszynowy HK G8 – broń o ogromnej sile ognia, której w grze używają jedynie chińscy gangsterzy. Ogromna siła ognia i niezwykła celność – to główne cechy tej broni.
- Granat odłamkowy – w grze rzadko spotykana broń, o bardzo dużej sile eksplozji i promieniu rażenia. Jedyna broń w grze nieużywana przez przeciwników.